# Смит (Южные Шетландские острова)
Смит, также Бородино (англ. Smith Island) — самый западный остров архипелага Южные Шетландские острова.
Находится примерно в 25 км к северо-западу от острова Лоу и в 35 км к юго-западу от острова Сноу, от которого отделён проливом Бойда (англ. Boyd Strait). Размеры острова примерно 32 км в длину и 8 км в ширину (18х5 миль). Площадь острова — 148,0 км². Остров представляет собой горный хребет Имеон (англ. Imeon Range), высшая точка которого, Фостер (2105 м), является не только самой высокой вершиной острова, но самой высокой точкой всего архипелага. Другой заметной вершиной острова является Писга (англ. Mount Pisgah) — 1 860 м.

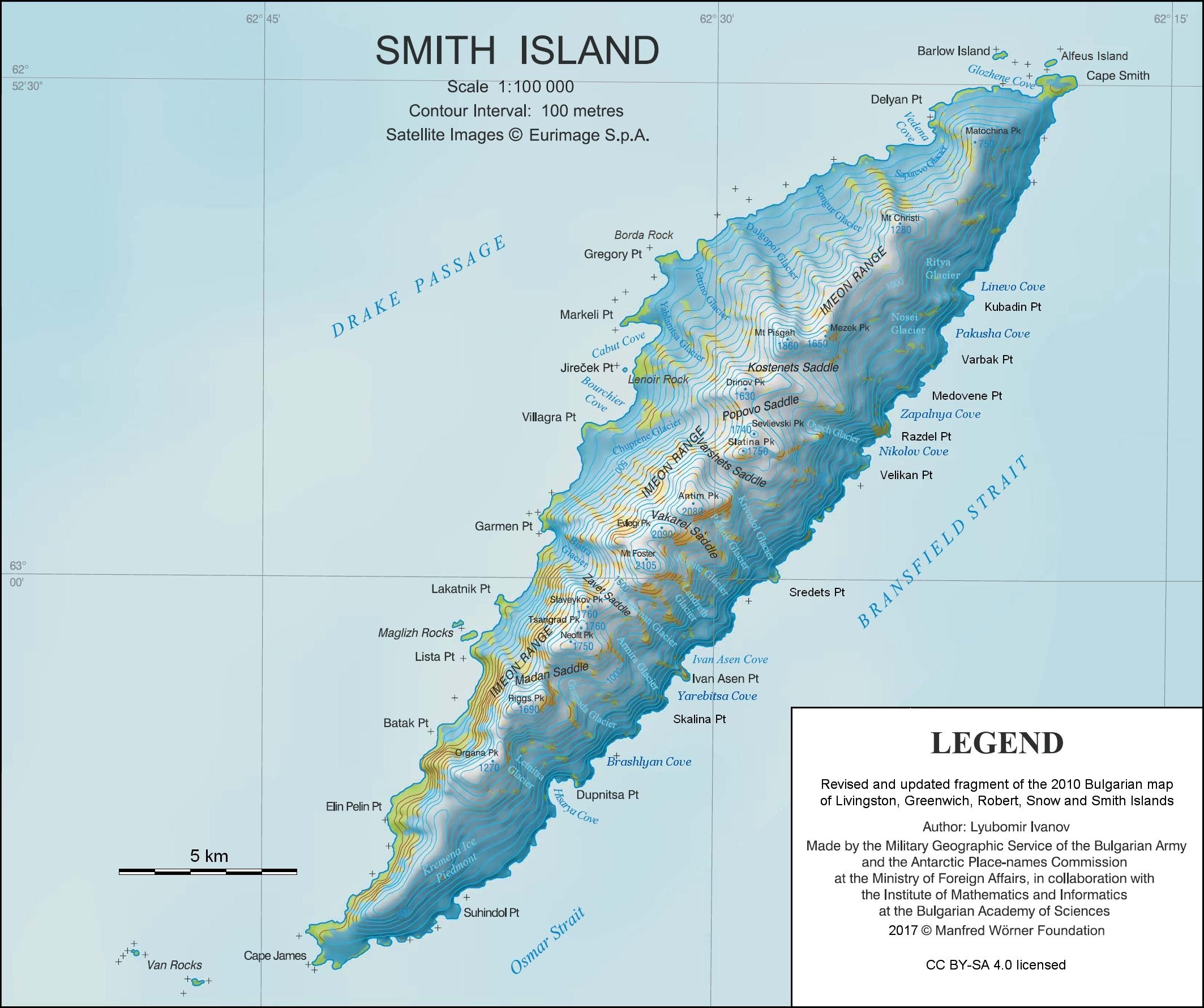
Топографическая карта острова Смит

Был открыт в октябре 1819 года британским мореплавателем Уильямом Смитом, название получил в честь первооткрывателя. Южное побережье острова было картографировано в феврале 1821 года первой русской антарктической экспедицией Ф. Беллинсгаузена, который дал ему название «Бородино» в честь победы русской армии в крупнейшем сражении Отечественной войны 1812 года. Первая задокументированная высадка на острове была сделана в 1820 году на мысе Джеймс (Cape James) Джеймсом Уэдделлом, вторая 1 февраля 1821 года.
На острове нет никаких исследовательских станций, он редко посещается учёными и альпинистами. Первая подробная топографическая карта острова была составлена в 2009 году Болгарской комиссией по антарктическим наименованиям и Военно-географической службой болгарской армии.
Первая попытка восхождения на главенствующую вершину хребта Имеон закончилась даже не начавшись в 1977 году, — во время следования к острову судно En Avant, на борту которого находились члены экспедиции, включая Билла Тильмана, потерпело крушение вблизи Фолклендских островов. Следующая безуспешная попытка подъёма на Фостер была предпринята в 1990—1991 годах Британской «British Joint Services expedition». Ещё одна летом 1994-95 — тогда удалось подняться на вершину Кэтрин-Джейн (Мount Kathryn-Jane, 1 720 м). Первое успешное восхождение на Фостер было осуществлено 29 января 1996 года.